# Алассан-Уссени, Исса
Исса Алассан-Уссени (фр. Issa Alassane-Ousséni; род. 10 мая 1961) — бенинский легкоатлет, выступавший в беге на короткие дистанции. Участник летних Олимпийских игр 1988 и 1996 годов.

## Биография
Исса Алассан-Уссени родился 10 мая 1961 года.
В 1988 году вошёл в состав сборной Бенина на летних Олимпийских играх в Сеуле. В беге на 100 метров в 1/8 финала занял 3-е место, показав результат 10,72 секунды, в четвертьфинале стал занял последнее, 8-е место (10,83), уступив 0,51 секунды попавшему в полуфинал с 3-го места Исиаку Адеянджу из Нигерии. В беге на 200 метров в 1/8 финала занял 4-е место с результатом 21,74, уступив 6 сотых попавшему в четвертьфинал с 3-го места Ибраиме Тамба из Сенегала. В эстафете 4х100 метров сборная Бенина, за которую также выступали Форчун Огоучи, Патрис Мауликпонто и Дуссу Виньисси, заняла в четвертьфинале 5-е место с результатом 41,52, уступив 0,91 секунды попавшей в полуфинал с 3-го места команде Португалии.
В 1996 году вошёл в состав сборной Бенина на летних Олимпийских играх в Атланте. В эстафете 4х100 метров сборная Бенина, за которую также выступали Аркадиус Фану, Паскаль Дангбо и Эрик Агуэ, заняла 6-е место в четвертьфинале, показав результат 40,79 и уступив 1,36 секунды попавшей в полуфинал с 3-го места команде Кот-д’Ивуара.

## Личные рекорды
- Бег на 100 метров — 10,3 (1988)[5]
- Бег на 200 метров — 21,74 (1988)[5]